# I love you (Ilse DeLange)
I love you is een single van Ilse DeLange. Het is de derde single van haar album The Great Escape. Het kon haar succes met de andere twee The great escape en The lonely one niet evenaren. Haar volgende single Reach for the light (de vierde single van het album) haalde de hitparades niet meer. Daarna barstte het succes pas echt los met So incredible. De single werd opgenomen in Los Angeles. Bruce Gaitsch (gitarist bij de opnamen) was co-auteur en Leonard Patrick (achter de toetsen tijdens de opnamen) was producer.

## Hitnotering

### Nederlandse Top 40
| Positie: | 29 | 26 | 28 | 35 | 38 | uit |

### NederlandseSingle Top 100
| Positie: | 55 | 49 | 35 | 38 | 56 | 66 | 48 | 45 | 67 | 77 | uit |

### NPO Radio 2 Top 2000
I love you stond alleen in 2009 in de NPO Radio 2 Top 2000, op plek 1929.